# Todd Kerns
Todd Kerns (né le 5 décembre 1967 à Estevan, Saskatchewan, Canada) est un chanteur compositeur musicien canadien qui a travaillé avec plusieurs groupes canadiens notamment Age of Electric. 
Il est le bassiste du groupe Slash featuring Myles Kennedy and The Conspirators. Il a participé à l'enregistrement de l'album  Apocalyptic Love, ainsi que World On Fire. Il fait également partie du groupe The Sin City Sinners de Las Vegas, il est à la guitare et au chant. 
En août 2016 il dépanne Bobby Blotzer's Ratt pour quelques concerts,.
- Genres : Hard rock, heavy metal
- Instruments : Basse, chant, guitare
- Carrière : 1983–présent
- Activités associées : Slash, Age of Electric, Static In Stereo, Sin City Sinners

## Albums Solo
Go Time 2005

Near Life Experience 2013

Borrowing Trouble 2013

TKO 2016